# Jean Claude de l'Estrac
Jean-Claude de l’Estrac, né le 17 février 1948 à Quatre-Bornes (Maurice), est un écrivain, journaliste, homme d'affaires et homme politique et diplomate mauricien. 
Compagnon de route du Mouvement militant mauricien de Paul Bérenger dans les années 1970, ancien maire de Beau Bassin-Rose Hill, il occupe le portefeuille de ministre des Affaires étrangères de la république de Maurice en 1982. 
Il assure par la suite les fonctions de secrétaire général de la Commission de l'océan Indien de 2012 à 2016, organisation qu'il a cofondée en 1982. Il est soutenu par Le Monde en tant que candidat à la succession d'Abdou Diouf à la tête de l'Organisation internationale de la francophonie en 2014, mais échoue face à la Canadienne Michaëlle Jean[réf. souhaitée]. En 2016, il est pressenti pour être le successeur de Nkosazana Dlamini-Zuma à la présidence de la Commission de l'Union africaine, finalement remplacée par le Tchadien Moussa Faki.
Fondateur de l'Association des journalistes de l'île Maurice, directeur du groupe La Sentinelle (en) (qui comprend notamment L'Express Maurice), il fonde, aux côtés de Jean-Michel Fontaine, la radio privée mauricienne Radio One (en). Entre 1997 et 2001, il est président du Media Trust, organisme chargé de la formation, promotion et coopération des journalistes mauriciens.
Auteur de plusieurs ouvrages à coloration historique, homme de culture qualifié d'« influent», il est régulièrement invité par la presse pour faire part de ses analyses politiques. 
Il est fait chevalier en 1990, puis élevé au titre d'officier de la Légion d'honneur en 2011.

## Biographie

### Jeunesse
Jean-Claude de l'Estrac naît le 17 février 1948 à Quatre Bornes. Il grandit à Mahébourg et à Rose-Hill, où il fréquente le lycée Léoville L'Homme.
Il effectue un bref passage en 1969 à l’Institut international de Journalisme de Berlin grâce à une bourse du gouvernement allemand.
En 1964, âgé de 17 ans, il lance un journal estudiantin, Le Flamboyant, avec des camarades de lycée. Le Flamboyant a pour ambition de faire connaitre écrivains et poètes mauriciens. 
Il est lauréat d'un concours organisé par l’Union culturelle française et d'un autre, organisé par un Club Inter-Iles Maurice-Rodrigues. Il rencontre alors Philippe Forget, fondateur et rédacteur en chef du journal L'Express, qui l'engage le 1er mai 1968, pour devenir journaliste-reporter. 

### Carrière professionnelle
Cinq ans plus tard, il devient rédacteur en chef adjoint de L'Express entre 1974 et 1976.
En 1976, il décide de mettre entre parenthèses sa carrière de journaliste pour  s'investir plus amplement en politique.Il est elu a rosehill-Stanley lors des elections generales de 1976, il n'a que 28 ans.Mais il revient dans le monde journalistique en 1995. Il devient rédacteur en chef de L'Express en avril 1995, puis directeur général, directeur de publications et actionnaire du groupe de presse La Sentinelle (en) qui publie L'Express. Il assume cette fonction jusqu’en 2010. Il signe alors, chaque dimanche durant quinze ans, l’éditorial de L'Express. Membre fondateur, premier président puis secrétaire général de l’Association des journalistes de l’île Maurice (AJIM), il est, durant sa carrière à L'Express, correspondant de l’agence britannique Reuters et collaborateur du magazine Jeune Afrique. De l'Estrac diversifie les activités du groupe, tout en se lançant dans la première radio privée mauricienne Radio One (en) le 12 mars 2002. Au nom du groupe il est membre du conseil d'administration de la société qui diffuse à Maurice les chaînes de Canal Satellite.
Il préside, de 2006 à 2009, la National Empowerment Foundation fondée en 2006, organisme public chargé de la lutte contre la pauvreté à Maurice. Lorsqu'il quitte La Sentinelle (en) en 2012, il est directeur exécutif et président du conseil d'administration du groupe.
Il intègre en 2016 le conseil d'administration d'Abax en qualité de directeur non-exécutif et indépendant, société de conseil porté sur le marché financier de l'Afrique subsaharienne.

## Parcours politique

### Au sein duMouvement militant mauricien
Engagé dans la vie politique mauricienne, il est, entre 1973 et 1993, membre du comité exécutif du Mouvement militant mauricien fondé en 1969 par Paul Bérenger et Dev Virahsawmy, parti politique classé à ses débuts à l'extrême gauche de l'échiquier politique mauricien. Il est vice-président du parti dès 1978. Il participe, dans les années 1980, à « l'irrésistible ascension de la gauche » alors incarnée par le Mouvement militant mauricien.
Rédacteur en chef, entre 1982 et 1990, du Nouveau Militant, l'organe de propagande du parti, il est candidat aux élections municipales de 1977 sous les couleurs du Mouvement militant mauricien. D'abord conseiller municipal, il est élu maire de Beau Bassin-Rose Hill et le redevient par deux fois, en 1986 et 1988. À 28 ans, il devient membre de l’Assemblée nationale et le reste jusqu’en 1994. Il est directeur de campagne de l'Alliance de l'Union du Cœur pour les élections du 30 août 1987. 
Des dissensions éclatent en 1993 entre Jean-Claude de l'Estrac, le poulain du bureau politique du parti, et Paul Bérenger, le chef du Mouvement militant mauricien. De l'Estrac est expulsé du parti avec une partie des membres du comité central ayant avalisé le choix contre l'avis de Bérenger, ce dernier ayant le soutien massif des militants du parti. Il se retire de la politique active en 1995. 

### En tant que membre du gouvernement
Il occupe à quatre reprises le poste de ministre au gré des alliances majoritaires : ministre des Affaires étrangères et du Tourisme (1982-1983), de nouveau ministère des Affaires étrangères en 1990, ministre du Développement économique (1991-1992) et ministre de l'Industrie et de la Technologie industrielle (1992-1994)[réf. souhaitée]. 

Il obtient dès 1983 la reconnaissance de la souveraineté de Maurice sur les Chagos lors du sommet de New Delhi qui se tient entre le 7 et le 11 mars 1983, septième sommet des pays dits « non-alignés ». La résolution présentée par Maurice était la suivante :
The Heads of State of Government expressed in particular their full support for Mauritian sovereignty over the Chagos Archipelago, including Diego Garcia which was detached from the territory of Mauritius by the former colonial power in 1965 in contravention of United Nations General Assembly Resolution 1514 (XV) and 2066 (XX). The establishment and strengthening of the military base at Diego Garcia has endangered the sovereignty, territorial integrity and peaceful development of Mauritius and other Sates. They called for the early return of Diego Garcia to Mauritius.
Elle est finalement votée à l'unanimité par les 101 pays représentés, malgré la pression des États-Unis.
Durant son second mandat de ministre des Affaires étrangères, il préside des comités d’élite parlementaire sur la libéralisation des ondes et sur les écoles confessionnelles. 
Il fait adopter, durant ses mandats de ministre du Développement économique, de l'Industrie et de la Technologie industrielle, les Industrial Expansion Act, Export Processing Zone Development Authority et Technology Diffusion Scheme. 

### En tant que secrétaire général de laCommission de l'océan Indien
Il est nommé secrétaire général de la Commission de l’océan Indien pour un mandat de quatre ans par le 27e Conseil des ministres au mois d’octobre 2011. Jean Claude de l’Estrac prend ses fonctions le 16 juillet 2012, au nouveau siège de l'organisation à Ébène (Maurice).

Dans le cadre de son mandat, il promeut particulièrement les concepts d'indianocéanie, une collaboration renforcée avec Madagascar (notamment en matière agricole) et la coopération des pays de la zone océan Indien dans la lutte contre le réchauffement climatique. Il écrit à propos de l'indianocéanie : 
Aujourd’hui, l’Indianocéanie forme une authentique communauté d’esprit et de destin. Je rêve encore d’un glissement sémantique symbole d’une Indianocéanie assumée : de la Commission à la Communauté de l’océan Indien. Le mot juste. 
La vision civilisationnelle d'une communauté indianocéanienne est également encouragée dans la littérature spécialisée dans la continuité de la création de l'université des Mascareignes qui intervient sous son mandat, le 2 septembre 2012.  

## Publications

### Commentaires et accueil critique
Auteur d'une trilogie sur l'histoire politique de Maurice, il déclare, à l'occasion de la sortie du troisième tome, que « son ambition reste toujours la même. Raconter Maurice aux Mauriciens. Raconter et non pas chercher à prouver quoi que ce soit. Je reste fidèle à ce précepte du grand Fabius Quintilianus qui disait : “L’histoire est écrite pour raconter, non pas pour prouver” ».
À l'occasion de la sortie de son ouvrage Jugnauth-Bérenger. Ennemis intimes (2018), l'historien mauricien Jocelyn Chan-Low estime qu'il s'agit d'« un essai magistral d’écriture de l’Histoire du temps présent ».

Autre historien mauricien, Vijayalakshmi Teelock, par ailleurs préfacier de l'ouvrage Mauriciens, enfants de mille combats juge ainsi l'effort de l'auteur :
Une approche trop « insulaire », une lecture limitée par des œillères. Voilà ce que l'on pourrait reprocher aux diverses tentatives passées de comprendre l'histoire de Maurice. Elles auront manqué, pour la plupart, d'une perspective de longue durée. C'est précisément ce que Jean Claude de l'Estrac a tenté de corriger avec Mauriciens enfants de mille races, son premier tome paru en 2004, et Mauriciens enfants de mille combats. Grâce à la particularité de cette approche et une écriture percutante, l'auteur permet à un large public d'accéder à l'essentiel de l'histoire de l'île, des deux siècles derniers.
Fils spirituel de Philippe Forget, ancien rédacteur en chef de L'Express, ce dernier préface son Passions politiques paru en 2009. Le Premier ministre d'alors, Navinchandra Ramgoolam estime que « le livre [l]’a impressionné » et que Jean-Claude de l'Estrac « a marqué d’une façon durable la scène politique mauricienne ». Il salue dans le même temps « l’ampleur de sa documentation et la finesse de sa plume ».
L'ancien président de la république de Maurice, Cassam Uteem, rend quant à lui compte de sa stupeur, lors de la lecture de Passions politiques, face à une « réalité des faits rapportés dans cet ouvrage ressemble souvent à la fiction et l’histoire au roman, avec ses complots, ses intrigues, ses menaces, ses chantages et ses coups bas ».
L'ambassadeur de France à Maurice, Jean-François Dobelle, affirme que « s’il existait déjà de nombreux livres sur l’histoire de Maurice, il manquait une synthèse claire retraçant en quelques centaines de pages plusieurs siècles d’histoire, en retenant une approche globale faisant appel à plusieurs disciplines comme la géographie, l’anthropologie, l’économie, selon une démarche que n’auraient pas reniée les grands historiens français de l’École des Annales, qu’ils se nomment Marc Bloch, Lucien Febvre ou Fernand Braudel ». Dobelle conclut finalement que « par son autorité intellectuelle et morale comme d’ailleurs par ses idées, Jean Claude de l’Estrac est à Maurice ce qu’ont été ou sont encore de grands journalistes français comme Hubert Beuve-Méry, Jean-François Revel ou Jean Daniel ».

### Ouvrages

#### Essais historiques
- Mauriciens, enfants de mille races. Au temps de l'île de France, Vacoas, Le Printemps, 2004, 280 p. Préfacé par le poète Édouard J. Maunick.
- Mauriciens, enfants de mille combats. La période anglaise, Vacoas, Le Printemps, 2005, 313 p. Préfacé par l'historien Vijayalakshmi Teelock.
- Passions politiques. Maurice (1968-1982), Vacoas, Le Printemps, 2009, 460 p. Préfacé par le journaliste Philippe Forget.
- Jugnauth-Bérenger. Ennemis intimes (1982-1995), Vacoas, Le Printemps, 2018, 388 p. Préfacé par l'historien Jocelyn Chan-Low.

#### Diplomatie
- L'An prochain à Diego Garcia, Vacoas, ELP Publications, 2011, 230 p.
- Francophonie. De Hanoï à Dakar, le pacte brisé, Paris, Le Cherche-Midi, 2016, 224 p.

#### Presse écrite
- Une Idée de la nation. Éditoriaux choisis (1995-2010), Baie du Tombeau, La Sentinelle, 2012, 458 p.

#### Jeunesse
- L'île Maurice racontée à mes petits-enfants, Vacoas, Le Printemps, 2009, 40 p.

## Distinctions et décorations

### Décorations officielles
- 1989 : citoyen d’honneur de la ville de Saint-Denis de La Réunion[28].

- 1990 : chevalier de la Légion d’honneur[29].

- 2007 : citoyen d’honneur de la ville de Beau Bassin-Rose Hill[30].
- 2010 : chevalier de l’ordre du mérite de Madagascar[31].
- 2011 : officier de la Légion d’honneur[32].

### Prix et distinctions
- 1975 : Prix Nicolas Lambert décerné par l’Association des journalistes de l’île Maurice[33].

- 2007 : Fellow of the School of Law (Journalisme) de l'Université de Maurice[34].
- 2007 : Entrepreneur de l'année par Tecoma Award-Eco Austral[35].